# آرباس (کمون)
آرباس (به فرانسوی: Arbas) یک کمون در فرانسه است که در canton of Aspet واقع شده‌است. آرباس ۷٫۳۲ کیلومتر مربع مساحت دارد ۴۰۵ متر بالاتر از سطح دریا واقع شده‌است.